# Caecilia corpulenta
Caecilia corpulenta es una especie de anfibios de la familia Caeciliidae.
Es endémica de Colombia.
Sus hábitats naturales incluyen montanos húmedos tropicales o subtropicales, pantanos, plantaciones, jardines rurales y zonas previamente boscosas ahora muy degradadas.